# عبد الله دوكوري
عبد الله دوكوري (بالفرنسية: Abdoulaye Doucouré) (مواليد 1 يناير 1993 في فرنسا)، هو لاعب كرة قدم مالي وُلد في فرنسا، يلعب مع نادي إيفرتون في الدوري الإنجليزي الممتاز ومنتخب مالي لكرة القدم في مركز خط الوسط.

## البدايات
ولد عبد الله دوكوري في مولان، في إيل دو فرانس، التابعة لإقليم الإيفلين لعائلة من مالي لديها ثمانية أطفال، وهو ابن عم الرياضي لادجي دوكوري، بطل العالم في سباق 110 متر حواجز في عام 2005. نشأ عبد الله دوكوري والتحق بالمدرسة، وكان ضمن فريق كرة القدم بالمدرسة.
في سبتمبر 2004، انضم إلى ناد محلي بعد أن عارضه والداه بعض الوقت ولعب في مركز الهجوم، وفاز مرتين بكأس إيفلين في فئته العمرية، حيث لعب لمدة ثلاثة مواسم مع النادي.

## المسيرة الاحترافية

### مسيرته في الأندية
ظهر لأول مرة في دوري الدرجة الأولى الفرنسي خلال موسم 2012-2013. في 1 فبراير 2016 وقع دوكوري مع فريق نادي واتفورد الذي يلعب في الدوري الإنجليزي الممتاز عقداً مقابل مبلغ لم يكشف عنه وأرسله النادي على الفور إلى نادي غرناطة في الدوري الأسباني على سبيل الإعارة. وكان أول ظهور له في الدوري الإسباني عندما دخل بديلاً للاعب أدلبرتو بينياراندا في مباراة ضد ريال مدريد.
سجل دوكوري هدفه الأول مع نادي واتفورد في 4 مارس 2017، في الوقت المحتسب بدل الضائع في المباراة التي خسر فيها نادي واتفورد 3-4 أمام نادي ساوثهامبتون.
حصل دوكوري على لقب أفضل لاعب في الموسم مع نادي واتفورد في نهاية موسم 2017-18.

### أندية لعب لها
- ستاد رين
- نادي واتفورد
- نادي غرناطة

## إحصائيات
المصدر:
| النادي             | الموسم                               | الدوري                       | الدوري  | الدوري | كأس وطني | كأس وطني | كأس الدوري | كأس الدوري | المجموع | المجموع |
| النادي             | الموسم                               | المنافسة                     | مباريات | أهداف  | مباريات  | أهداف    | مباريات    | أهداف      | مباريات | أهداف   |
| ------------------ | ------------------------------------ | ---------------------------- | ------- | ------ | -------- | -------- | ---------- | ---------- | ------- | ------- |
| نادي ستاد رين      | 2010–11                              | بطولة الهواة الفرنسية        | 6       | 0      | —        | —        | —          | —          | 6       | 0       |
| نادي ستاد رين      | 2011–12                              | بطولة الهواة الفرنسية 2      | 16      | 2      | —        | —        | —          | —          | 16      | 2       |
| نادي ستاد رين      | 2012–13                              | بطولة الهواة الفرنسية 2      | 1       | 0      | —        | —        | —          | —          | 1       | 0       |
| نادي ستاد رين      | المجموع                              | المجموع                      | 23      | 2      | —        | —        | —          | —          | 23      | 2       |
| نادي ستاد رين      | الدوري الفرنسي الدرجة الأولى 2012–13 | الدوري الفرنسي الدرجة الأولى | 4       | 1      | 0        | 0        | 0          | 0          | 4       | 1       |
| نادي ستاد رين      | الدوري الفرنسي الدرجة الأولى 2013–14 | الدوري الفرنسي الدرجة الأولى | 20      | 6      | 6        | 0        | 1          | 1          | 27      | 7       |
| نادي ستاد رين      | الدوري الفرنسي الدرجة الأولى 2014–15 | الدوري الفرنسي الدرجة الأولى | 35      | 3      | 3        | 2        | 3          | 0          | 41      | 5       |
| نادي ستاد رين      | الدوري الفرنسي الدرجة الأولى 2015–16 | الدوري الفرنسي الدرجة الأولى | 16      | 2      | 2        | 0        | 2          | 1          | 20      | 3       |
| نادي ستاد رين      | المجموع                              | المجموع                      | 75      | 12     | 11       | 2        | 6          | 2          | 92      | 16      |
| نادي غرناطة(إعارة) | 2015–16                              | الدوري الإسباني لكرة القدم   | 15      | 0      | 0        | 0        | —          | —          | 15      | 0       |
| نادي واتفورد       | 2016–17                              | الدوري الإنجليزي الممتاز     | 20      | 1      | 2        | 0        | 1          | 0          | 23      | 1       |
| نادي واتفورد       | 2017–18                              | الدوري الإنجليزي الممتاز     | 37      | 7      | 2        | 0        | 0          | 0          | 39      | 7       |
| نادي واتفورد       | 2018–19                              | الدوري الإنجليزي الممتاز     | 35      | 5      | 4        | 0        | 1          | 0          | 40      | 5       |
| نادي واتفورد       | 2019–20                              | الدوري الإنجليزي الممتاز     | 14      | 1      | 0        | 0        | 2          | 0          | 16      | 1       |
| نادي واتفورد       | المجموع                              | المجموع                      | 106     | 14     | 8        | 0        | 4          | 0          | 118     | 14      |
| المجموع الكلي      | المجموع الكلي                        | المجموع الكلي                | 204     | 28     | 19       | 2        | 10         | 2          | 233     | 32      |

## إنجازات
نادي واتفورد
- المركز الثاني في كأس الاتحاد الإنجليزي: 2018-19[15]

## روابط خارجية
- عبد الله دوكوري على موقع الاتحاد الأوربي (الإنجليزية)
- عبد الله دوكوري على موقع قاعدة بيانات كرة القدم.إي يو (الإنجليزية)
- عبد الله دوكوري على موقع ناشيونال فوتبول تيمز (الإنجليزية)
- عبد الله دوكوري على موقع Soccerbase.com (لاعب) (الإنجليزية)
- عبد الله دوكوري على موقع Soccerway.com (الإنجليزية)
- عبد الله دوكوري على موقع عالم كرة القدم.نت (الإنجليزية)
- عبد الله دوكوري على موقع AS.com (الإسبانية)